# Yaka
Yaka är ett bantuspråk som talas av knappt en miljon människor i Kongo-Kinshasa och Angola. Talare i Kongo använder också kituba.
Yaka talas framför allt i Bandundu i sydvästra Kongo-Kinshasa, i det som en gång var det gamla Lundariket.